# Нёвеглиз
Нёвегли́з (фр. и окс. Neuvéglise) — коммуна во Франции, находится в регионе Овернь. Департамент — Канталь. Входит в состав кантона Сен-Флур-Сюд. Округ коммуны — Сен-Флур.
Код INSEE коммуны — 15227.
Коммуна расположена приблизительно в 440 км к югу от Парижа, в 100 км южнее Клермон-Феррана, в 45 км к востоку от Орийака.

## Население
Население коммуны на 2008 год составляло 1153 человека.
| 1962 | 1968 | 1975 | 1982 | 1990 | 1999 | 2008 |
| ---- | ---- | ---- | ---- | ---- | ---- | ---- |
| 1537 | 1305 | 1260 | 1112 | 1078 | 1022 | 1153 |

## Администрация
| Период | Период | Фамилия      | Партия | Примечания |
| ------ | ------ | ------------ | ------ | ---------- |
| 2001   | 2008   | Клод Паскаль |        |            |
| 2008   |        | Клод Бонфуа  |        |            |

## Экономика
В 2007 году среди 687 человек в трудоспособном возрасте (15—64 лет) 507 были экономически активными, 180 — неактивными (показатель активности — 73,8 %, в 1999 году было 63,8 %). Из 507 активных работали 470 человек (279 мужчин и 191 женщина), безработных было 37 (10 мужчин и 27 женщин). Среди 180 неактивных 65 человек были учениками или студентами, 64 — пенсионерами, 51 были неактивными по другим причинам.